# Орден Короны (Монако)
О́рден Коро́ны (фр. Ordre de la Couronne) — государственная награда Княжества Монако. Учреждён Высочайшим Указом от 20 июля 1960 года. Орденом награждают за исключительные общественные заслуги.

## Описание
Орден имеет пять степеней:
- Большой крест, (фр. Grand-Croix)
- Великий офицер, (фр. Grand Officier)
- Командор, (фр. Commandeur)
- Офицер, (фр. Officier)
- Кавалер, (фр. Chevalier)

Положение о награде было несколько изменено 23 декабря 1966 года.